# Christian Babou

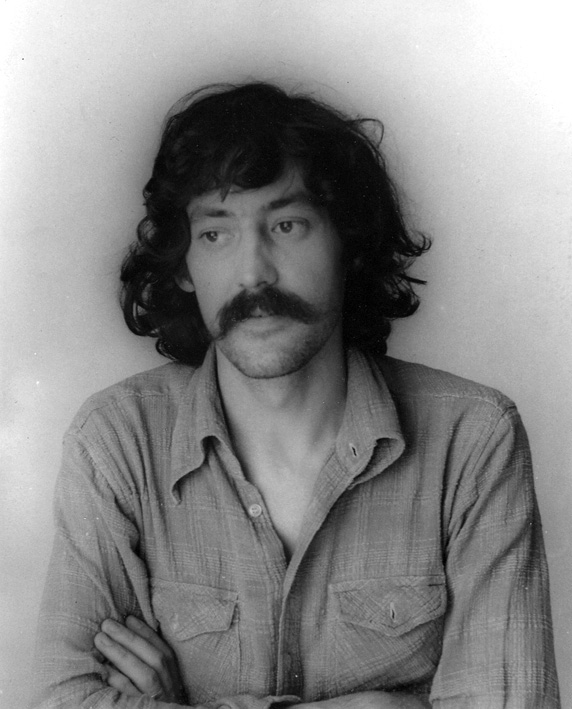
Christian Babou en 1976, par Monique Tirouflet.

Christian Babou, pseudonyme de Christian Baboulène, né le 27 juillet 1946 à Villeneuve-sur-Lot et mort le 7 mai 2005 à Paris 13e, est un peintre français ayant participé au mouvement de la Figuration narrative.

## Biographie
Christian Baboulène naît et grandit à Villeneuve-sur-Lot et, après des études au lycée technique d’Agen, intègre l'école des beaux-arts de Bordeaux de 1963 à 1969. Il se marie avec Jacqueline Sauvey avec qui il a deux enfants, Étienne (Émile Parchemin) et Cécil. En 1969, il obtient son diplôme. En 1970, son père meurt. Il est membre fondateur de la galerie communautaire Sed Contra de Bordeaux.
En 1971, il expose au Grand Palais au salon de la Jeune Peinture et se lance pleinement dans la peinture en quittant son emploi de cartographe à la faculté de Bordeaux. Il quitte l’Aquitaine pour Paris avec sa famille et s’installe à Pigalle, Cité du Midi. En 1972 il expose dans trois salons parisiens et à Céret.
En 1973, sa première grande exposition personnelle se passe à la galerie Rencontres où il présente ses « Résidences de Prestige » : 

« Si l’on fait une lecture directe de la peinture de Babou et plus particulièrement de sa série sur les résidences, on peut avoir le sentiment de se trouver en face d’un inventaire de la maison française traité avec une précision, une clarté et un goût quasi naïfs. Excellence du rendu, à la fois froid et sensible, impressionnante rigueur dans le jeu chromatique, la mise en place, tout ce qui pourrait composer, en somme, une bonne cuisine picturale ordinaire. C’est à partir de là que la lecture au premier degré aboutit très évidemment à un contresens [...] il a su se servir d’un des médias les plus courants, les plus pratiques, les plus séduisants : le catalogue publicitaire qui, en matière d’habitat, se veut à la fois rassurant et culturel [...]. Ce véhicule étonnant qu’est le catalogue, Babou en a tiré tous les effets possibles au niveau de la communication. Il a une façon bien à lui, à la fois de s’abriter derrière la fausse objectivité du document et d’agir sur lui par des transformations insidieuses. Ainsi, la grille qui surgit au premier plan, monte du sol et emprisonne l’image. Ainsi le vocabulaire chromatique, si exact et si précis qu’il en devient artificiel. Ainsi le travail plein d’humour et d’intelligence qui est effectué sur l’encadrement [...]. »

— Préface de Gérard Gassiot-Talabot
Sa venue à Paris lui fera rencontrer Hervé Télémaque, Jacques Monory, Bernard Rancillac, Henri Cueco, Ivan Messac, Jean-Luc Parant, Jean-Pierre Le Boul'ch, Emanuel Proweller, Bernard Moninot, Francis Limérat, Monique Tirouflet, Patrick Le Nouëne, Jean-Louis Pradel…
Durant une petite décennie, Christian Babou se penche vers les toits. Sans doute un hommage à son père charpentier récemment décédé. La couleur et la composition changent. À la limite de la neutralité, ses couleurs « baissent » en force pour se concentrer sur la lumière. Souvent axiale, la composition, sans perspective, s’organise sur les valeurs et les tonalités. Il s’installe dans un atelier-logement du XIIIe arrondissement de Paris. En 1976 il rencontre Elisabeth Krief ; elle sera son marchand durant une quinzaine d’années. Il exposera, à la galerie Krief-Raymond huit de ses séries.

« Babou expose -sous le titre Signes extérieurs- ses dernières toiles à la galerie Krief. Le vocabulaire de Babou est restreint à la toiture et à ses ornements: ardoises, dômes, pinacles, campaniles, balustrades..., mais le problème posé touche moins à la représentation qu’à la peinture. Seulement, qu’est-ce que la peinture ? Une surface d’illusion, une manière de questionner le visible, une langue, un calcul, un plaisir... La peinture de Babou souffle ces réponses, puis les efface car elle comble, mais quoi ? On serait tenté de dire que jamais gris ne furent si bellement conjugués, et donc que c’est la beauté qui nous comble, mais qui oserait, aujourd’hui, s’arrêter là ? Il doit y avoir quelque chose derrière ces gris, au-dessous : n’est ce pas rien puisque le visible l’annule tout en procédant de lui ? Et ce quelque chose devenu rien tout en assurant notre plaisir, comment en parler ? »

— Bernard Noël, La Quinzaine Littéraire, 1976

« [...] Si j’aime la peinture de Babou, c’est qu’elle choisit délibérément le péril de conduire les images jusqu’à l’irreconnaissable et la couleur à son ultime seuil de saturation ; c’est qu’elle impose une discipline de travail de compagnon non pas pour édifier je ne sais quels improbables chefs-d’œuvre mais pour aller toujours plus loin, à son seul désir, dans les folies du plaisir de peindre. Contre tous les simulacres, il s’agit de faire de la peinture une réalité lancée comme un défi à des regards qui oseront, à leur tour, s’y aventurer. Rien n’est ici donné pour évident, si ce n’est la peinture sur la toile, tant notre aveuglement y est mis à rude épreuve [...]. »

— Jean-Louis Pradel, préface de l’exposition « Lieux du vertige », 1979
En 1979, il commence une carrière à l’école des beaux-arts de Bourges, où il enseignera la peinture jusqu’à la fin de sa vie.
De 1980 à 1986, il produit Ornements animaliers, Surfaces de réparation et Entraves. C’est une période de recherche. Trois séries très différentes où l’on sent un art et une facture qui s’affirme.

« À la lisière de l’abstraction, l’espace de l’effort est représenté, presque par effraction, à travers les mailles d’un but, les grillages d’une cage, les cordes d’un ring. Perspectives cavalières pour une trajectoire absolue. »

— Patrice Delbourg, L’Événement du jeudi no 3, décembre 1984

« Lorsqu’il aborde les Entraves, le jeu se perfectionne encore : entre le visible et le presque imperceptible, le reconnu et l’énigme, la couleur et la forme allusive. Les entraves, aux formes immédiatement repérables et dont la coloration entretient avec la totalité de la surface peinte de subtils rapports de complémentarité, ne sont nommables que par des spécialistes - ou grâce aux titres : Patelonge, licol et trousse-queue, Entraves de saillie et aveugloir -, et leur présence souligne et simultanément refoule celle des animaux à peine distincts du fond. Cette dialectique de la présence-absence, de la manifestation voilée, met en abîme la double question de la visibilité et de la conception mentale : chaque toile, dans ce qu’elle offre à percevoir de manière à la fois scrupuleuse et évasive, ouvre, au-delà de l’espace pictural, sur un autre espace, méditatif et rêveur, qui est celui de la pensée. »

— Gérard Durozoi, préface de l’exposition Gajac, 2006
En 1984, il se réinstalle à Paris, dans le XIIIe.
La période 1987-1993 est marquée par deux événements : l’achat de Loste, une maison en Lot-et-Garonne, qui symbolise un retour au « pays » que l’on retrouve dans sa peinture avec le thème de Bastides ; et la naissance de son troisième fils, Félix, en 1988. Son travail sur les bastides porte de nouvelles couleurs, plus ensoleillées, et une composition qui renoue avec la perspective. Un travail où le clair se joue de l’obscur, où le soleil répond aux ombres. Et toujours cet espace « vide » de vie, remplie de valeurs, de tonalités, de tensions, d’équilibres et de lumière.

« Des dômes aux bastides, Babou n'a cessé de renouveler la construction de ce labyrinthe de matière et d'air, auquel il donne la forme d'une image par une sorte de politesse qui veut que, plus le risque mental est grand, plus le simulacre de la représentation doit paraître simple. Toutefois, comme le mental ne peut donner que sur le mental, ces images manifestent par leur conception comme par leur harmonie colorée la forte présence de l'invisible : elles le font trembler à la lisière des formes et il leur arrive de le faire fuser dans la vue en récompense, peut-être, de l'attention. »

— Bernard Noël, préface du livre Les Sillons du temps, 1991
De 1994 à 2005, il produit Aficion, Turquoises et Clusters. Cette période est marquée par sa rencontre avec Eliz Barbosa, avec qui il finira sa vie. Mais aussi avec la rencontre de la Turquie, via Osman. D’abord avec Aficion, il s’affranchit d’une certaine figure sensuelle qui change d’une traditionnelle évocation de l’érotisme.

« Il fallut attendre 1993 — plus de vingt ans ! — pour que la première figure humaine se donne à voir. Comme si un tabou coranique était soudain levé. Lorsque la femme fit irruption Madones puis Aficion ce fut alors l’explosion de corps et de couleurs, comme si un flux longtemps retenu débordait de son lit. »

— Patrick Lamarque, 1994
Ses deux dernières séries, Turquoises et Clusters, sont un approfondissement de ses recherches sur la couleur. D’abord avec Turquoises, il oppose lumière à transparence dont le thème, chapelles byzantines/minarets, est déjà une opposition de forme et de sens.

« C’est le cas des églises byzantines et minarets d'Istanbul. Le regard doit se jeter à la couleur comme on se jette à l’eau. Pénétrer en force dans la transparence. S’immerger dans la lumière. Il n’a pour se rattraper qu’un mince liseré autour du support, révélateur de cette image tant désirée qu’il s’obstine à prendre pour la réalité. Jeux du caché et du montré. Provocation du désir par la manipulation du secret comme pratiquent les femmes musulmanes strictement voilées qui laissent entrevoir un œil ou une cheville. Violence domestiquée. Splendeur étouffée, sourdement entretenue. Tant qu’il demeure quelques miettes de beauté, quelques reflets, le monde sera peut-être sauvé de la barbarie. »

— Bernard Rancillac, catalogue de l'exposition à la Villa Tamaris, 2004
Sa dernière série, Clusters, est un parti-pris strict. Le thème et le format sont récurrents. D’après les cartes IGN 1/25 000, il positionne le centre du village au centre du tableau. Vues du ciel, les maisons anciennes, les maisons récentes, les routes, les voies ferrées et les courbes de niveau sont un prétexte à colorer l’espace. Cet étrange retour à la cartographie et à l’absence de perspective nous laissent face aux couleurs savantes, en proie aux questions de l’infini. Peut-on, nous aussi, regarder à la manière des dieux, au-dessus des nuages absents ?

## Citations
« Christian Babou a choisi de figurer après pratiquement un siècle de dé-figuration, mais sans rien négliger de ce qu’ont accompli les peintres de la génération précédente, sans rien perdre aurait dit Matisse (le peintre ne pourra perdre, s’il est sensible, écrivait-il dans De la couleur, l’apport de la génération qui l’a précédé car il est en lui, cet apport, malgré lui. Il est pourtant nécessaire qu’il s’en dégage pour donner lui-même et à son tour une chose nouvelle). Sans rien perdre, Babou a creusé son sillon en ne cédant jamais aux effets de mode (il est si facile de jouer le jeu des pseudo-avant-gardes), jusqu’à aboutir à une forme d’expression picturale dans laquelle je suis certain que Matisse aurait vu une chose nouvelle. »

— Jean-Luc Chalumeau, juin 2004

« La chair de la peinture forme un corps harmonique, qui conjoint le lourd pigment et l'aérienne lumière. Babou ne néglige pas de le doter allusivement d'organes féminins ou masculins, avec ses épis, ses lucarnes, ses harnachements, ses fentes, mais l'humain, chez lui, n'est jamais directement figuré, car le visage lui importe moins que l'activité dont il est le couvercle. Dans cette œuvre discrètement magnifique, et l'une des plus pensées qui soient, l'humain n'est pas une forme, c'est l'ensemble des vibrations qui, en se composant, unissent la chair colorée à la chair grise du regard pour développer l'expansion illimitée de l'espace mental. »

— Bernard Noël, 1991

## Principales expositions
- 1971 : Salon de la Jeune Peinture, Grand Palais, Paris
- 1971 : Salon de la Jeune Peinture, Musée d'Art moderne, Paris
- 1972 : Salon des Réalités nouvelles
- 1973 : Galerie Rencontres. Préface, Gassiot-Talabot. Paris
- 1974 : Foire internationale d'art contemporain (Fiac), présenté par la Galerie Larcos
- 1976 : Galerie Krief-Raymond. Paris. Préface Le Nouëne
- 1977 : Festival international de la Peinture
- 1979 : Dômes. Galerie Krief-Raymond
- 1981 : Gargouilles et Dauphins. Galerie Krief-Raymond
- 1982 : Ornements animaliers, Galerie Krief-Raymond, Fiac
- 1984 : Images imaginaires de l'architecture, Musée national des arts modernes Georges Pompidou, Un aspect de la peinture française, San Francisco
- 1984 : Surfaces de Réparation. Galerie Krief-Raymond
- 1986 : Entraves. Galerie Krief-Raymond
- 1986 : Impressions de Paris, Musée d'art contemporain, Séville puis Grenade et Cadix
- 1986 : Bastides et aficion, Toulouse
- 1988 : Présence de l'art contemporain, Galerie nationale, Prague
- 1989 : Bastides. Galerie Krief-Raymond
- 1990 : Autour de la figuration narrative. Assemblée nationale
- 1991 : Ombres de l'Ombre. Église des Jacobins de Agen
- 1991 : Abstrait de la lumière. Galerie Krief
- 1994 : Babou-Osman. Maison de la Culture de Bourges
- 1996 : Retrospective. Domaine de Lescombes de Eysines
- 1998 : Siyah-Beyaz. Ankara Turquie
- 1999 : 3 Voyages expositions dans les Balkans
- 2000 : Byzance. Vent d'Ocre Paris
- 2002 : La vie au fond se rit du vrai, CAPC Bordeaux
- 2002 : Bastides et Turquoises. Préface Jacques Soulillou. Monsempron Libos
- 2003 : Maisons et Jardins. Galerie Hervé Lourdel Paris
- 2004 : Rétrospective, Centre d'art Villa Tamaris, La Seyne-sur-Mer
- 2006 : Hommage à Babou, musée de Gajac
- 2008 : Maisons de Babou, École supérieure des beaux-arts du Mans
- 2011 : Pure épure, Galerie du Centre Paris
- 2013 : Chronoscopie d'iconophile, FRAC Aquitaine, commissariat Mathieu Mercier

- 2014 : Christian Babou, Galerie Semiose, Paris
- 2015 : La résistance des images, La Patinoire Royale, Bruxelles
- 2015 : La réalité silencieuse, abbaye de Flaran, Conservation départementale du Gers
- 2016 : Christian Babou, Semiose galerie, Paris.
- 2017 : La figuration affective[1], Babou, Proweller, Tirouflet. Château Lescombes, Eysines
- 2019 : 69 année érotique, exposition collective, Galerie T&L - 24Beaubourg, Paris.
- 2022 : Christian Babou (1946-2005), Galerie T&L, Paris.
- 2023 : L'âge de raison ?, exposition collective, Galerie T&L, Paris.
- 2023 : Christian Babou – Bastides et Clusters du Sud-Ouest, Abbaye de Flaran, Gers.
- 2024 : Christian Babou. La géométrie des rêves (1972-1987), Galerie T&L, Paris.

## Collections publiques
- Musée d'Art moderne de Céret.
- Musée de Grenoble
- Institut d'art contemporain, Villeurbanne.
- FNAC, Fonds National d’Art Contemporain, La Défense.
- FRAC Aquitaine, Bordeaux.
- Musée des Beaux-Arts, Bordeaux.
- Fonds d'art contemporain de la Ville de Paris, Paris.
- Musée d'art moderne, Paris
- Musée national d'art moderne - Centre Pompidou, Paris.

## Collections privées
Les œuvres de Christian Babou sont présentes dans de nombreuses collections privées principalement en France, en Suisse, en Belgique et en Allemagne et sont régulièrement exposées lors de présentations publiques et rétrospectives. Son travail bénéficie du regain d'intérêt et de redécouverte du mouvement de la Figuration narrative dont les principaux peintres sont récemment disparus, en également par l'intérêt apporté par les collections et Musées américains à ce Mouvement.  Six grandes périodes jalonnent l’œuvre de Babou et on citera en particulier les séries des « détails d'architecture » et « ornements » comme la série des « dômes » qui ont inscrit son travail de coloriste patient et de post-narration précise tant dans le mouvement Figuration narrative que d'une démarche cohérente et singulière.